# Канадска бяла риба
Канадските бели риби (Sander canadensis) са вид актиноптери от семейство Костурови (Percidae).
Те са незастрашен вид.
Таксонът е описан за пръв път от Едуард Грифит през 1834 година.